# Ebersbach an der Fils
Ebersbach an der Fils ist eine Stadt im Landkreis Göppingen in Baden-Württemberg. Sie ist die westlichste Stadt des Landkreises und grenzt im Westen an den Landkreis Esslingen. Im Osten schließt sich die Stadt Uhingen an.

## Geographie

### Geographische Lage
Das Stadtgebiet erstreckt sich vom Schurwald im Norden bis zum Vorland der mittleren Schwäbischen Alb im Süden.
Ebersbach liegt 32 Kilometer ostsüdöstlich der Landeshauptstadt Stuttgart in 264 bis 481 Meter Höhe und beheimatet damit den tiefsten Punkt des Landkreises Göppingen. Im Osten der Stadt mündet etwas oberhalb im Gebiet der Nachbarstadt die in tiefem Tal aus dem Schurwald kommende Nassach in die Fils, im Westen liegt die Kleine Schweiz, die vom Benfingbächle durchflossen wird. Das Stadtgebiet wird in ostwestlicher Richtung vom breiten unteren Filstal durchzogen. Südlich der Fils reicht die Gemarkung noch über die teils lößbedeckte Schlierbacher Platte bis zum Albvorland.

### Stadtgliederung
Neben der Kernstadt gehören zu Ebersbach die sechs Stadtteile Büchenbronn, Bünzwangen, Krapfenreut, Roßwälden, Sulpach und Weiler. Die offizielle Benennung der Stadtteile erfolgt durch vorangestellten Namen der Stadt und durch Bindestrich verbunden nachgestellt der Name der Stadtteile. Die Stadt ist zudem in die vier Wohnbezirke im Sinne der baden-württembergischen Gemeindeordnung Ebersbach einschl. Büchenbronn, Krapfenreut und Sulpach, Bünzwangen, Roßwälden und Weiler ob der Fils gegliedert. Die Stadtteile Bünzwangen, Roßwälden und Weiler ob der Fils bilden zugleich Ortschaften im Sinne der baden-württembergischen Gemeindeordnung. Im Stadtteil Bünzwangen liegt die abgegangene Ortschaft Stainboß.

### Flächenaufteilung
Nach Daten des Statistischen Landesamtes, Stand 2014.

## Geschichte

### Frühe Geschichte
Das Stadtgebiet ist verkehrstechnisch günstig gelegen. Es wurde bereits in römischer Zeit von einer Durchgangsstraße passiert, die Italien mit den Niederlanden verband. Bedingt durch diese günstige Lage ist Ebersbach bereits seit 1523 als feste Poststation am Niederländischen Postkurs von Brüssel über Augsburg nach Innsbruck und Trient belegt.
Erstmals wurde Ebersbach im Jahr 1170 in der Ursperger Chronik erwähnt. Seit 1274 gehörte das Dorf zu Württemberg. Vor 1477 bekam der Ort das Marktrecht. Ab 1500 lag Ebersbach im Schwäbischen Reichskreis. Seit jeher unterstand der altwürttembergische Ort Ebersbach dem Amt in Göppingen. Auch bei der Umsetzung der neuen Verwaltungsgliederung im Königreich Württemberg blieb Ebersbach nunmehr dem Oberamt Göppingen zugeordnet.
Fraglich ist die Existenz einer Burg, womöglich im Umfeld der Veitskirche, vom 12. bis zum 15. Jahrhundert.

### 19. und 20. Jahrhundert
Der Ort war vor allem vom Handwerk stark geprägt. Vertreten waren vor allem Leinenweber, Schmiede und Wagner. Eine Ebersbacher Besonderheit waren dabei die Sandler, die bis in die 1960er Jahre in den Ebersbacher Steinbrüchen Sand abgebaut haben. Etwa seit Mitte des 19. Jahrhunderts begannen sich in Ebersbach Industriebetriebe zu entwickeln. Die meisten waren im Textilbereich tätig.
Im Zuge der Verwaltungsreform während der NS-Zeit in Württemberg gelangte Ebersbach 1938 zum Landkreis Göppingen. 1945 wurde der Ort Teil der Amerikanischen Besatzungszone und gehörte somit zum neu gegründeten Land Württemberg-Baden, das 1952 im jetzigen Bundesland Baden-Württemberg aufging.
Vielfach wird in der Literatur nach 1974 behauptet, dass gegen Ende des Zweiten Weltkrieges in Ebersbach ein Außenlager des KZ Natzweiler-Struthof errichtet worden sei. Zuerst hat vermutlich Julius Schätzle in Stationen zur Hölle (Frankfurt am Main 1974, S. 64 und Karte bei S. 80) dies publiziert. Die Recherchen des Stadtarchivs Ebersbach/Fils ergeben jedoch ein anderes Bild: Demnach gab es hier kein Arbeitskommando eines Konzentrationslagers. Die Errichtung eines solchen Außenlagers kann bislang archivalisch nicht nachgewiesen werden. Zeitzeugenaussagen von 1945 bis 1999, die Herkunft und die Aufsicht über die vielen hier in der Industrie eingesetzten Zwangsarbeiter während des Zweiten Weltkriegs widerlegen die Vermutung von J. Schätzle von 1974.
Am 12. Februar 1975 wurde die Gemeinde zur Stadt erhoben.

### Eingemeindungen
- 17. Mai 1926: Krapfenreut[10]
- 1. April 1932: Sulpach[11]
- 1. Januar 1972: Roßwälden[12]
- 1. Januar 1975: Bünzwangen und Weiler ob der Fils[9]

| Roßwälden | Bünzwangen | Weiler ob der Fils |

### Einwohnerentwicklung
Quelle: Statistisches Landesamt Baden-Württemberg für die Daten ab 1961
| Datum              | Einwohner |
| ------------------ | --------- |
| 1837               | 02.738    |
| 1907               | 04.137    |
| 17. Mai 1939       | 05.711    |
| 13. September 1950 | 08.738    |
| 06. Juni 1961      | 11.470    |
| 27. Mai 1970       | 13.789    |
| 31. Dezember 1983  | 14.135    |
| 25. Mai 1987       | 14.596    |
| 31. Dezember 1991  | 15.857    |
| 31. Dezember 1995  | 15.948    |
| 31. Dezember 2005  | 15.729    |
| 31. Dezember 2010  | 15.291    |
| 31. Dezember 2015  | 15.206    |
| 31. Dezember 2020  | 15.558    |

## Politik

### Gemeinderat
In Ebersbach wurde der Gemeinderat bis 2019 nach dem Verfahren der unechten Teilortswahl gewählt. Dabei kann sich die Zahl der Gemeinderäte durch Überhangmandate verändern. Inzwischen hat der Gemeinderat die unechte Teilortswahl abgeschafft. Der Gemeinderat besteht jetzt aus 22 gewählten ehrenamtlichen Gemeinderäten und dem Bürgermeister als Vorsitzendem. Der Bürgermeister ist im Gemeinderat stimmberechtigt. Die Kommunalwahl am 9. Juni 2024 führte zu folgendem Ergebnis. 
| Parteien und Wählergemeinschaften | Parteien und Wählergemeinschaften           | % 2024  | Sitze 2024 | % 2019  | Sitze 2019 | Kommunalwahl 2024 %3020100 27,49 %23,25 %19,83 %11,77 %14,57 %3,10 % FWCDUSPDGrüneAfDBIGGewinne und Verlusteim Vergleich zu 2019 %p 8 6 4 2 0 −2 −4 −6−0,75 %p−0,20 %p−2,30 %p−4,09 %p+7,35 %p± 0,00 %pFWCDUSPDGrüneAfDBIG |
| FWV                               | Freie Wählervereinigung                     | 27,49   | 6          | 28,24   | 7          | Kommunalwahl 2024 %3020100 27,49 %23,25 %19,83 %11,77 %14,57 %3,10 % FWCDUSPDGrüneAfDBIGGewinne und Verlusteim Vergleich zu 2019 %p 8 6 4 2 0 −2 −4 −6−0,75 %p−0,20 %p−2,30 %p−4,09 %p+7,35 %p± 0,00 %pFWCDUSPDGrüneAfDBIG |
| CDU                               | Christlich Demokratische Union Deutschlands | 23,25   | 5          | 23,45   | 6          | Kommunalwahl 2024 %3020100 27,49 %23,25 %19,83 %11,77 %14,57 %3,10 % FWCDUSPDGrüneAfDBIGGewinne und Verlusteim Vergleich zu 2019 %p 8 6 4 2 0 −2 −4 −6−0,75 %p−0,20 %p−2,30 %p−4,09 %p+7,35 %p± 0,00 %pFWCDUSPDGrüneAfDBIG |
| SPD                               | Sozialdemokratische Partei Deutschlands     | 19,83   | 4          | 22,13   | 6          | Kommunalwahl 2024 %3020100 27,49 %23,25 %19,83 %11,77 %14,57 %3,10 % FWCDUSPDGrüneAfDBIGGewinne und Verlusteim Vergleich zu 2019 %p 8 6 4 2 0 −2 −4 −6−0,75 %p−0,20 %p−2,30 %p−4,09 %p+7,35 %p± 0,00 %pFWCDUSPDGrüneAfDBIG |
| GRÜNE                             | Bündnis 90/Die Grünen                       | 11,77   | 3          | 15,86   | 4          | Kommunalwahl 2024 %3020100 27,49 %23,25 %19,83 %11,77 %14,57 %3,10 % FWCDUSPDGrüneAfDBIGGewinne und Verlusteim Vergleich zu 2019 %p 8 6 4 2 0 −2 −4 −6−0,75 %p−0,20 %p−2,30 %p−4,09 %p+7,35 %p± 0,00 %pFWCDUSPDGrüneAfDBIG |
| AfD                               | Alternative für Deutschland                 | 14,57   | 3          | 7,22    | 2          | Kommunalwahl 2024 %3020100 27,49 %23,25 %19,83 %11,77 %14,57 %3,10 % FWCDUSPDGrüneAfDBIGGewinne und Verlusteim Vergleich zu 2019 %p 8 6 4 2 0 −2 −4 −6−0,75 %p−0,20 %p−2,30 %p−4,09 %p+7,35 %p± 0,00 %pFWCDUSPDGrüneAfDBIG |
| BIG                               | Bündnis für Innovation und Gerechtigkeit    | 3,10    | 1          | 3,10    | 1          | Kommunalwahl 2024 %3020100 27,49 %23,25 %19,83 %11,77 %14,57 %3,10 % FWCDUSPDGrüneAfDBIGGewinne und Verlusteim Vergleich zu 2019 %p 8 6 4 2 0 −2 −4 −6−0,75 %p−0,20 %p−2,30 %p−4,09 %p+7,35 %p± 0,00 %pFWCDUSPDGrüneAfDBIG |
| gesamt                            | gesamt                                      | 100,0   | 22         | 100,0   | 26         | Kommunalwahl 2024 %3020100 27,49 %23,25 %19,83 %11,77 %14,57 %3,10 % FWCDUSPDGrüneAfDBIGGewinne und Verlusteim Vergleich zu 2019 %p 8 6 4 2 0 −2 −4 −6−0,75 %p−0,20 %p−2,30 %p−4,09 %p+7,35 %p± 0,00 %pFWCDUSPDGrüneAfDBIG |
| Wahlbeteiligung                   | Wahlbeteiligung                             | 64,30 % | 64,30 %    | 61,31 % | 61,31 %    | Kommunalwahl 2024 %3020100 27,49 %23,25 %19,83 %11,77 %14,57 %3,10 % FWCDUSPDGrüneAfDBIGGewinne und Verlusteim Vergleich zu 2019 %p 8 6 4 2 0 −2 −4 −6−0,75 %p−0,20 %p−2,30 %p−4,09 %p+7,35 %p± 0,00 %pFWCDUSPDGrüneAfDBIG |

### Bürgermeister
Bei der Wahl im Jahr 2017 setzte sich der aus Stuttgart stammende Eberhard Keller (SPD) im zweiten Wahlgang mit 51,6 % gegen seinen aus Ebersbach stammenden Gegenkandidaten Oliver Knur (CDU) durch. Bei der Bürgermeisterwahl am 1. Juni 2025 setzte sich Manuela Raichle mit 53,2 Prozent der Stimmen gegen Amtsinhaber Keller durch.
| Name                       | Amtszeit  | Bemerkung                                 |
| -------------------------- | --------- | ----------------------------------------- |
| Eberhard Keller (SPD)      | seit 2017 | verfehlte die Wiederwahl                  |
| Sepp Vogler (parteilos)    | 2009–2017 | trat nicht zur Wiederwahl an              |
| Edgar Wolff (Freie Wähler) | 1996–2009 | wurde zum Landrat des Landkreises gewählt |

### Wappen
Die Blasonierung des teilredenden Wappens lautet: „In Rot auf grünem Grund ein stehender goldener Eber mit silbernen Hauern.“
Bereits im Jahre 1489 ist der Eber als Ortssiegel belegt. Die Darstellung des Wappentieres änderte sich im Laufe der Zeit: In einer farbigen Zeichnung aus dem Jahre 1535 wurde der Eber stehend dargestellt, so wie er auch seit 1937 im heutigen Ortswappen zu sehen ist. In manchen älteren Siegeln und auf einem Schlussstein der Kirche, ist der Eber schreitend oder springend abgebildet. In die Marksteine wurden früher, vermutlich zur Vereinfachung, Doppelhaken eingehauen, die seit dem Jahre 1686 belegt sind. Die rot-grüne Ortsflagge ist seit den 1920er-Jahren nachweisbar und verstößt mit dieser Farbkombination gegen die Farbregeln der Heraldik.

### Partnerschaften
Ebersbach unterhält partnerschaftliche Beziehungen zu
- Bourg-lès-Valence in Frankreich seit 1980 und
- Ebersbach-Neugersdorf in Sachsen seit 1991.

## Wirtschaft und Infrastruktur

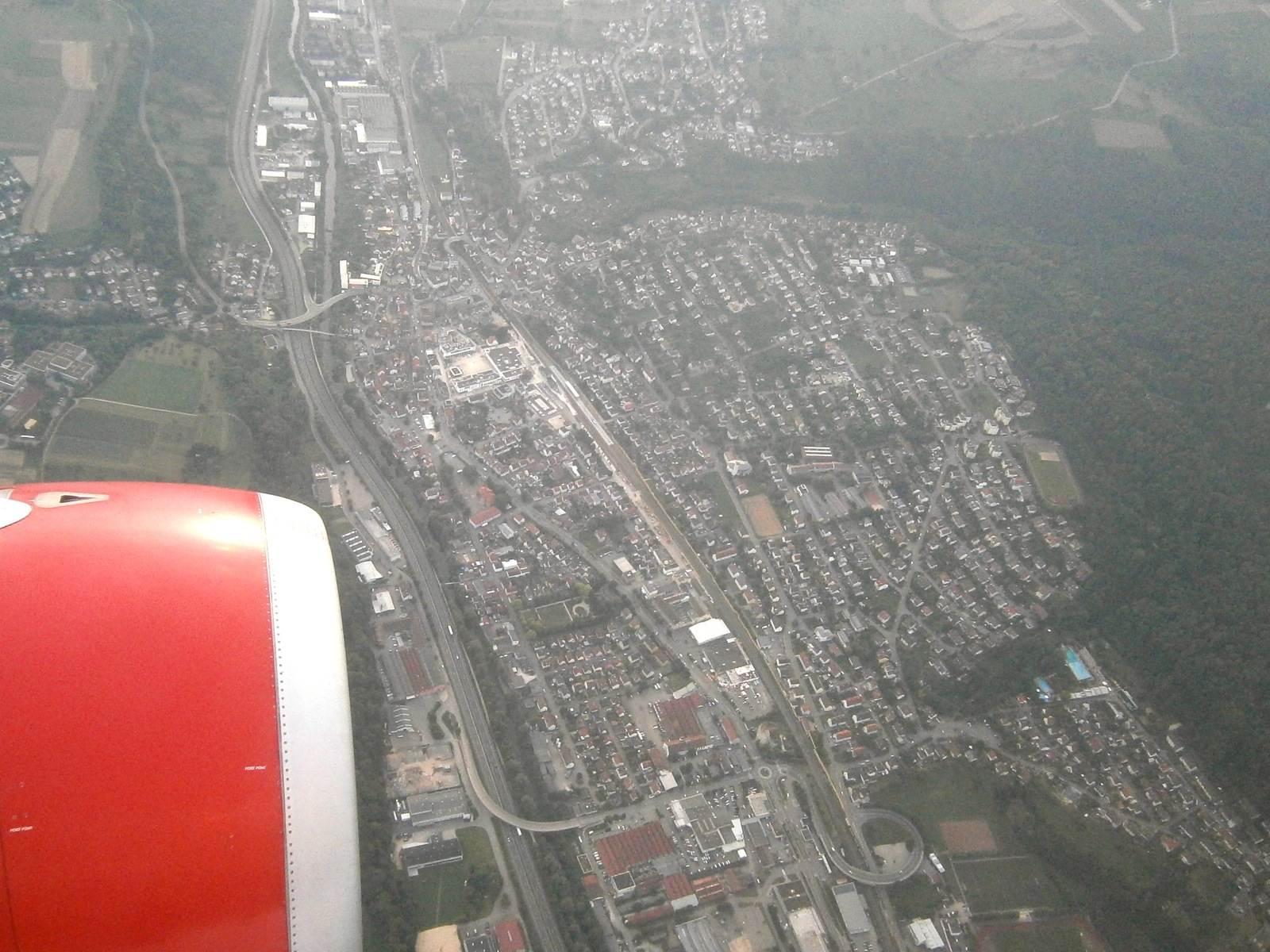
Verlauf der B 10 und der Eisenbahnstrecke durch die Stadt Ebersbach an der Fils

Die Stadt gehört zur Metropolregion Stuttgart.

### Verkehr
Die Stadt ist über die Bundesstraße 10 oder mit der Filstalbahn (Stuttgart – Neu-Ulm) über den Bahnhof Ebersbach (Fils) zu erreichen.
Der regionale Busverkehr erfolgt im Rahmen des Verkehrs- und Tarifverbunds Stuttgart. Für den innerstädtischen Busverkehr wurde ein Bürgerbus, der Eberbus, eingerichtet, der das Stadtgebiet mit der Linie BB 90 abdeckt.
Über eine Alltagsradroute aus dem Radnetz Baden-Württemberg ist Ebersbach über Reichenbach an der Fils mit Plochingen und in der anderen Richtung über Uhingen mit Göppingen verbunden.

## Religionen
Seit der Einführung der Reformation 1537 ist Ebersbach evangelisch geprägt. Heute sind in den einzelnen Stadtteilen weitere Kirchengemeinden und Religionsgemeinschaften vertreten.

### Evangelische Kirche
Alle evangelischen Gemeinden gehören zum Kirchenbezirk Göppingen.
- Kirchengemeinde Bünzwangen-Sulpach

Die Kirchengemeinden Bünzwangen und Sulpach sind seit 2013 zu einer Kirchengemeinde fusioniert. Eine eigene Kapelle St. Leonhard ist in Bünzwangen bereits 1481 erwähnt. Die heutige Leonhardskirche in Bünzwangen wurde 1778 als chorloser Rechteckbau durch Anbau an den alten Turm errichtet. Barockgemälde der zwölf Apostel und Jesus zieren die Emporenbrüstung. Drei Ölgemälde (Christus, Moses, Johannes der Täufer; um 1885) stammen von dem Bünzwanger Künstler und Professor der Stuttgarter Kunstakademie Jakob Grünenwald.
Eine Kirche wurde in Sulpach bereits 1275 erwähnt. Im 16. Jahrhundert wird sie St. Lorenz genannt. Ihre jetzige Form erhielt die Laurentiuskirche im Jahre 1607. 1955 schuf Rudolf Yelin d. J. drei Chorfenster (links und rechts: die Evangelisten mit ihren Symbolen; Mitte: Abendmahl, Kreuzigung, Auferstehung, Königskrone) – Die pfarramtliche Versorgung beider Gemeindeteile erfolgt schon seit langem durch den Inhaber der Pfarrstelle Bünzwangen-Sulpach.
- Kirchengemeinde Ebersbach an der Fils

Die Kirchengemeinde Ebersbach an der Fils umfasst die Kernstadt sowie die Stadtteile Büchenbronn und Krapfenreut. Eine Kirche wurde in Ebersbach 1228 erstmals erwähnt. 1481 wird sie St. Veit genannt. Die heutige Veitskirche ist eine ehemalige Wehrkirche im ummauerten Kirchhof. Der Chor ist netzgewölbt. Der Turm der Kirche wurde 1625 durch einen Blitzschlag zerstört und danach von Heinrich Schickhardt wieder aufgebaut und mit einem neuen Turmhelm versehen. Der Stuttgarter Architekt Paul Heim jun. (1905–1988) leitete die große Renovierung 1956. Dabei schuf Rudolf Yelin d. J. drei Chorfenster (links Altes Testament, Farben blau/grün: Schöpfung, Sündenfall, Kain und Abel, Turmbau zu Babel, Mose-Gesetzgebung; Mitte Neues Testament 1, Evangelien, Farben gelb/ocker: Kindersegnung, Heilungswunder, Kreuzigung, Grablegung; rechts Neues Testament 2, Farben grün/ocker: Aussendung der Jünger, Auferstehung, Herr über Lebende und Tote).
- Kirchengemeinde Roßwälden

Die Kirchengemeinde Roßwälden umfasst die Stadtteile Roßwälden und Weiler ob der Fils der Stadt Ebersbach an der Fils. Eine Kirche wurde in Roßwälden 1275 erstmals erwähnt. Im 16. Jahrhundert wird sie St. Benedikt genannt. Die heutige Benedikts-Kirche ist ein Saalbau mit dreiseitigem Chorschluss aus dem 16. Jahrhundert, 1726 renoviert und 1980 mit einem Sakristei-Anbau versehen. Der Taufstein datiert aus dem 14./15. Jahrhundert. Der Glasmaler Adolf Valentin Saile gestaltete 1980 die drei Chorfenster (links: Sündenfall, Mose, Geburt Christi; Mitte: Kreuzigung, Auferstehung, Weltenherrscher; rechts: Pfingsten und Wunder).
In Weiler ob der Fils wurde an der Stelle eines Vorgängerbaus im Jahr 1603 die Blasiuskirche als Filialkirche erbaut. Der Renaissancezeit entsprechend erhielt sie einen nicht eingezogenen Chor, die Kanzel auf der Nordwand, gegenüber eine West- und ehemalige Südempore mit ehemaliger Außentreppe. Im Westen wurde 1990 ein Anbau als Sakristei und Gruppenraum angefügt.

### Islam
Es gibt im Stadtgebiet zwei islamische Moscheen, die Mevlana-Moschee (Ditib) und die Süleymaniye-Moschee.

## Bildung
Allgemeinbildende Schulen:
- Marktschule Ebersbach (Kernstadt)
- Hardtschule Ebersbach (Kernstadt)
- Grundschule Bünzwangen (Stadtteil)
- Grundschule Roßwälden (Stadtteil)
- Grundschule Weiler (Stadtteil)
- Raichberg Gymnasium
- Raichberg-Realschule

Sonderpädagogisches Bildungs- und Beratungszentrum mit Förderschwerpunkt Lernen:
- Hardtschule SBBZ Lernen

## Kultur und Sehenswürdigkeiten

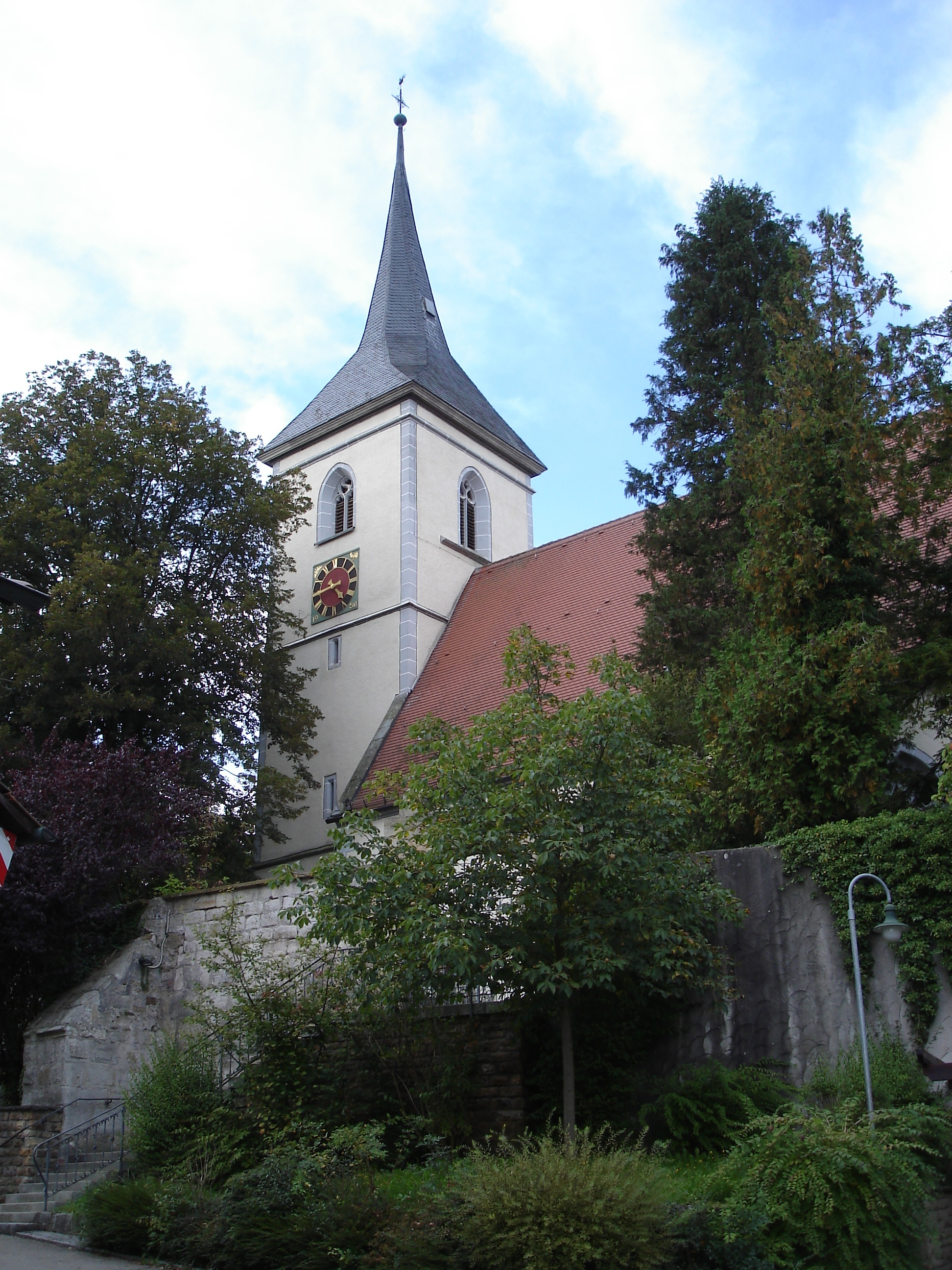
Evangelische Kirche

### Jugendarbeit
Das Kinder- und Jugendzentrum E3 wurde mit ehrenamtlicher Hilfe erbaut und am 6. Juni 2008 eröffnet.

### Musik
- MV Ebersbach: Musikverein mit Großen Blasorchester (GBO), Jugendblasorchester (JBO), Nachwuchsorchester (NWO) und Ehemaligenorchester (Blaskapelle „D’ Ehemalige“ (EO)).[24]
- AOE: Akkordeon-Orchester Ebersbach mit zwei Jugend- und einem Erwachsenenorchester[25]

### Sport
- SV Ebersbach: Ist 2009 aufgestiegen und spielt seitdem in der Fußball-Landesliga. Abteilung Ringen: In der Saison 2016 schaffte die 1. Mannschaft den Aufstieg in die Oberliga. Die 2. Mannschaft ringt seit 2015 in der Landesklasse. Außergewöhnlich ist hier, dass die Ebersbacher Ringer vorwiegend mit „Eigengewächsen“ ringen. Die Ringerjugend von 7 bis 14 Jahren ist sehr erfolgreich bei Württembergischen Bezirks- und Deutschen Meisterschaften. In der Mannschaft ringt die Jugend in der KG Ebersbach/Faurndau in der Jugendklasse Bezirk 3.
- TSV Ebersbach: Der Türk. SV Ebersbach wurde im Jahre 1997 gegründet und spielt zurzeit in der Fußball-Kreisliga A.
- TV Ebersbach: Mit verschiedenen Abteilungen wie Leichtathletik. Besonders erfolgreich ist die Sektion Sportakrobatik. 2012 fanden die deutschen Meisterschaften in Ebersbach statt.
- RMSV Ebersbach: Rad und Motorsportverein „Viktoria“ Ebersbach. Er ist im Kreis Göppingen der einzige Verein, der die Sportart Radball anbietet. Neben der Radballertruppe ist auch eine Breitensportgruppe aktiv. Im Jahr 2008 feiert der Verein sein 100-jähriges Jubiläum.
- HSG Ebersbach-Bünzwangen: Handballspielgemeinschaft des TV Ebersbach und TV Bünzwangen. 2007 Aufstieg der ersten Frauenmannschaft in die Württembergliga, Aufstieg der ersten Männermannschaft in die Landesliga.
- RVI (Radfahrerverein Immergrün) Büchenbronn unterhält unter anderem eine aktive Mountainbike-Gruppe mit eigenem Trail (Ebertrail) und verschiedene andere Gruppen, die einen wesentlichen Teil des Gemeinschaftslebens im Ortsteil Büchenbronn abdecken. Er verfügt mit seiner Jugendgruppe über eigene Räumlichkeiten innerhalb des Büchenbronner Dorfgemeinschaftshauses. Im Jahr 2024 feiert der Verein sein 100-jähriges Jubiläum.

### Museen
- Stadtmuseum Alte Post mit der Jakob-Grünenwald-Sammlung, einem Ausstellungsraum für den Kunstschriftsteller Fritz Alexander Kauffmann sowie wechselnden Sonderausstellungen.
- Das Museum Patina stellt alte Autos und Motorräder aus.
- Jakob-Grünenwald-Gedächtnisstätte in Bünzwangen

### Gebäude
- Das Alte Pfarrhaus, erbaut 1581
- Das Museumsgebäude „Alte Post“, erbaut 1596
- Die spätgotische Veitskirche
- Das alte Rathaus, das 1886 erbaut wurde
- Die Herz-Jesu-Kirche
- Die historische „Backhäusle“ in Rosswälden
- St. Laurentiuskirche in Sulpach erbaut 782

## Persönlichkeiten

### Söhne und Töchter der Stadt
- Matthäus Gottfried Hehl (1705–1787), Bischof der Herrnhuter Brüdergemeine in Pennsylvanien
- Johann Friedrich Schwan (1729–1760), genannt Sonnenwirtle, Vorbild für Schillers Christian Wolf aus Verbrecher aus verlorener Ehre
- Jakob Grünenwald (1821–1896), Genremaler, geboren in Bünzwangen
- Johann Friedrich Reik (1836–1904), Maler und Zeichenlehrer
- Wilhelm Häcker (1877–1959), Theologe und Philologe
- Walther Holtzmann (1891–1963), Historiker
- Fritz Wandel (1898–1956), späterer KPD-Bezirksvorsitzender in Reutlingen und einer der Anführer des Mössinger Generalstreiks 1933
- Gustav Seebich (1899–1985), Bürgermeister, Landrat und Präsident des Deutschen Landkreistages.
- Ernst Max Mohr (1910–1989), Mathematiker, leitete von 1946 bis 1978 das Institut für angewandte Mathematik an der TU Berlin.
- Hugo Hohnecker (1921–2020), Bauingenieur; Ortsbaumeister in Faurndau (1965–1972); im Ruhestand: Neuaufbau der Nairobi Evangelical Graduate School of Theologie in Nairobi, Kenia (1987–1998); Verleihung des Bundesverdienstkreuzes (1999), Träger der Ehrenmedaille der Stadt Ebersbach/Fils
- Fritz Peter Müller (1923–1981), Inhaber des Lehrstuhls für Beton und Stahlbeton an der Universität Karlsruhe (TH)
- Ulrich Schöllkopf (1927–1998), Chemiker an der Universität Göttingen
- Dieter Preßmar (1936–2018), Ökonom, geboren in Büchenbronn
- Augustin Schäfer (* 1939), Professor für Elektrotechnik und Regelungstechnik an der FHT Esslingen (bis 2000)
- Martin Schrack (* 1951), Komponist und Pianist
- Peter Reik (* 1955), Industriekaufmann, Diplomat, Lyriker und Schriftsteller
- Eberhard Haußmann (1958–2006), Ethnologe (Erforscher der Mbirao/Guadalcanal), Leiter des Städtischen Museums bis 2006.
- Gerhard Schneider (* 1958), Werkstoffwissenschaftler und Rektor der Hochschule Aalen, geboren in Bünzwangen
- Peter Widmann (* 1968), Zoologe und Leiter des Philippine Cockatoo Conservation Programme
- Andreas Ingerl (* 1973), Designer, Professor für Audiovisuelle Medien an der Hochschule für Technik und Wirtschaft Berlin
- Alexander Neef (* 1973), Generaldirektor der Pariser Oper

### Mit Ebersbach verbunden
- Katharina Kepler (1547–1622), Mutter des kaiserlichen Astronomen Johannes Kepler, starb in Roßwälden.
- Wilhelm Waiblinger (1804–1830), Aufenthalt im Ebersbacher Pfarrhaus 1808/09
- Fritz Alexander Kauffmann (1891–1945), Kunstlehrer und Schriftsteller
- Samuel Wülser (1897–1977), Schweizer Maler. Seine Familie mütterlicherseits stammt aus Ebersbach.
- Hermann Diem (1900–1975), evangelischer Pastor und Theologe des radikalen Flügels der gegen den NS-Staat gerichteten Oppositionsbewegung Bekennende Kirche und von 1934 bis 1956 Pfarrer in Ebersbach, später Rektor der Universität Tübingen.
- Dieter Haller (* 1962), Ethnologe, Professor für Ethnologie an der Ruhr-Universität Bochum (zuvor New School University/New York, University of Texas/Austin).
- Andreas Tilp (1963–2021), Jurist und Rechtsanwalt, in Ebersbach aufgewachsen.